# Voacanga havilandii
Voacanga havilandii är en oleanderväxtart som beskrevs av Henry Nicholas Ridley. Voacanga havilandii ingår i släktet Voacanga och familjen oleanderväxter. Inga underarter finns listade i Catalogue of Life.